# Glacier du Lac Tourrat
Pour les articles homonymes, voir Tourrat (homonymie).
Le glacier du Lac Tourrat est un glacier des Pyrénées situé dans le massif du Néouvielle, dans le département des Hautes-Pyrénées en région Occitanie.

## Toponymie
Tourrat signifie « gelé », du fait de l'englacement passé du lac.

## Géographie
Le glacier se loge sur la face nord du pic Long.
Le lac Tourrat s'est peu à peu substitué au glacier dans son retrait. Ses eaux de fonte alimentent le ruisseau de Bugarret.

## Histoire

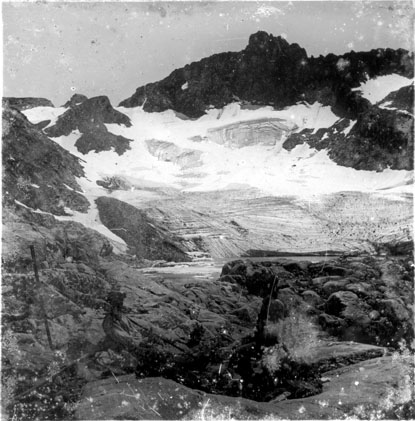
Le glacier du Lac Tourrat vers 1900.

À la fin du petit âge glaciaire vers 1850, le glacier du Lac Tourrat couvrait une surface de 0,30 km2. Il occupait l'emplacement de l'actuel lac, mais ce dernier n'avait pas complètement disparu puisqu'une surface de 1,5 hectare était déjà en eaux libre lors de l'extension maximale du glacier.
Jusqu'au début du XXe siècle, le glacier évolue peu, mais la récession glaciaire a été très importante ensuite, comme partout dans le massif du Néouvielle.
Le levé topographique réalisé par les Eaux-et-Forêts en 1933 ne lui donne plus que 0,18 km2. 
Par la suite, le glacier se sépare en deux zones : l'une plaquée dans la face nord du pic Long et l'autre au contact du lac. L'étendue passe à 7 hectares en 1985, puis 3,5 hectares en 2000. Entre-temps les crevasses ont disparu de sa surface : il s'agit d'un glacier résiduel.
Au début des années 2020, le glacier se résume à deux lambeaux de glace morte proches de l'extinction. La partie inférieure a disparu sous les éboulis et n'est dès lors plus en contact avec le lac.

## Protection environnementale
Le glacier est situé dans le parc national des Pyrénées.
Le glacier fait partie d'une zone naturelle protégée, classée ZNIEFF de type 1 : « montagnes de Campbieil et Barrada et vallon du Barrada » ; et de type 2 : « haute vallée du gave de Pau : vallées de Gèdre et Gavarnie ».